# Объезжий
Объезжий (Объезжая) — река на полуострове Камчатка, в Быстринском районе Камчатского края России. Левый приток реки Луговая.
Длина реки — 12 км.
Начинается на склонах Срединного хребта, течёт в общем южном направлении между горами Командная (на западе) и Голая (на востоке). Основной приток — ручей Кривун, стекает с Командной и впадает справа.
По данным государственного водного реестра России относится к Анадыро-Колымскому бассейновому округу. Код водного объекта — 19070000112120000013451.